# Witold Gerutto
Witold Gerutto (1. října 1912 Charbin – 13. října 1973 Konstancin-Jeziorna) byl polský reprezentant v lehké atletice.
Narodil se v Charbinu, kde jeho otec pracoval jako telegrafista na Transsibiřské magistrále. Po první světové válce se jeho rodina usadila v Grodnu. S atletikou začínal v místním klubu Cresovia, pak se přesunul do Varšavy. Byl všestranným atletem, který dokázal uplatnit své fyzické dispozice; měřil 194 cm a vážil 87 kg. Byl známý pod přezdívkou „Mefisto“.
Na mistrovství Evropy v atletice 1938 v Paříži získal v desetiboji stříbrnou medaili a vytvořil zde osobní rekord 7 006 bodů. Na mezinárodních akademických hrách v roce 1939 byl druhý ve vrhu koulí a třetí v hodu diskem. Na Letních olympijských hrách 1948 v Londýně obsadil desáté místo ve vrhu koulí a devatenácté v desetiboji. Sedmnáctkrát se stal mistrem Polska v atletice pod otevřeným nebem: v desetiboji 1937, ve vrhu koulí 1936, 1937, 1938, 1945 a 1946, v hodu diskem 1936, 1937, 1945 a 1946, v hodu oštěpem 1938, 1946, 1947 a 1948 a ve skoku do výšky 1936, 1939 a 1945. Získal rovněž šest titulů halového mistra Polska.
Vystudoval práva a ekonomii na Varšavské univerzitě. Po ukončení závodní kariéry v roce 1949 se věnoval trenérské činnosti a byl jedním z tvůrců polského atletického „wunderteamu“, který získal na mistrovství Evropy v atletice 1958 osm zlatých medailí. Byl také zvolen předsedou Polského atletického svazu a členem rady Evropské atletické asociace.
Geruttův hrob se nachází na vojenském hřbitově Powązki ve Varšavě. Na jeho počest je pořádán atletický memoriál Witolda Gerutta.